# العرشة (رصد)

تعديل مصدري - تعديل

العرشه هي إحدى قرى عزلة القارة بمديرية رصد التابعة لمحافظة أبين، بلغ تعداد سكانها 161 نسمة حسب تعداد اليمن لعام 2004.